# Berytoniscus singularis
Berytoniscus singularis là một loài chân đều trong họ Berytoniscidae. Loài này được Vandel miêu tả khoa học năm 1955.